# Её звали Муму
«Её звали Муму» — фильм Владимира Мирзоева. Камерная социально-политическая драма, основанная на реальных событиях. Съёмки закончены в ноябре 2013 года. Премьерный закрытый показ состоялся 24 января 2016 года.
В сентябре этого же года лента демонстрировалась в рамках кинофестиваля «Амурская осень».
В октябре 2016 года фильм был показан по телеканалу ТНТ.

## Историческая основа
Фильм основан на реальных событиях с участием Екатерины Герасимовой, известной в блогосфере под псевдонимом «Катя Муму». Как пишет «Новая газета», в 2009—2010 годах Герасимова работала на спецслужбы и имела интимную связь с рядом оппозиционных политиков, среди которых Виктор Шендерович, Илья Яшин, Эдуард Лимонов и другие. Эти встречи фиксировались на видео, и компромат выкладывался в Интернет.

## Критика
Показ фильма по телевидению вызвал неоднозначную реакцию в обществе, недовольство высказали как сторонники власти, так и её противники. Вместе с тем, по мнению обозревателя «Новой газеты» Яна Шенкмана, главный посыл фильма заключается не в дискредитации либеральных политиков или силовиков. Положительных героев вообще нет в фильме, и это является результатом нравственной деградации общества потребления в целом, в котором материальные ценности сводят на нет какие бы то ни было нравственные ориентиры.

## В ролях
- Ирина Вилкова — Ира
- Елена Коренева — мать Гриши
- Ольга Лапшина — тётя Лариса
- Ольга Лысак — психолог
- Валерия Приходченко — мать Иры
- Ирина Бутанаева — Оля
- Ефим Шифрин — Розовский, бывшая "звезда"
- Пётр Фёдоров — Гриша, молодой лидер оппозиции
- Игорь Воробьёв — Гросс
- Евгений Буслаков — Пашка
- Юрий Сысоев — Суриков, сумасшедший полковник
- Кирилл Леднев — куратор
- Екатерина Рябушинская — тётя Тая
- Тамила Нестеренко — кузина Иры
- Татьяна Ухарова — баба Маня
- Людмила Стогний — Мадам
- Александр Яцентюк — курьер

## Создатели
- Режиссёр — Владимир Мирзоев
- Сценарист — Анастасия Пальчикова
- Оператор — Максим Трапо
- Художник — Эдуард Галкин
- Композитор — Александр Маноцков
- Монтаж — Георгий Летонинский
- Продюсеры — Екатерина Мирзоева, Андрей Анненский, Сергей Богданов, Анастасия Горячёва (лин.)